# Богма, Василий Алексеевич
Василий Алексеевич Богма (укр. Василь Олексійович Богма; 8 января 1929 года, село Шишаки, Полтавский округ, УССР, СССР — май 2006 года, посёлок Шишаки, Полтавская область, Украина) — колхозник, бригадир колхоза имени Ильича Шишацкого района Полтавской области. Герой Социалистического Труда (1977).

## Биография
Родился 8 января 1929 года в крестьянской семье в селе Шишаки. Окончил в родном селе неполную среднюю школу. С раннего детства помогал своему родственнику, который работал пастухом в колхозе, на выпасах конного стада. В 1944 году в 15-летнем возрасте поступил на курсы трактористов при Шишацкой МТС.
С 1945 по 1948 год — тракторист, помощник бригадира тракторной бригады Шишацкой МТС. В 1948 году был призван на срочную службу в Советскую армию. После возвращения из армии в 1953 году продолжил работу на Шишацкой МТС. В 1965 году окончил без отрыва от производства 8 классов заочной средней школы в посёлке Шишаки, после чего поступил в Миргородское училище механизации сельского хозяйства.
С 1957 по 1960 год — бригадир тракторной бригады колхоза имени Свердлова. В 1961 году был назначен бригадиром тракторной бригады колхоза имени Ильича Шишацкого района. Бригада, которой руководил Василий Богма, ежегодно перевыполняла производственный план и стала одним из лучших рабочих коллективов в Полтавской области. В 1977 году был удостоен звания Героя Социалистического Труда «за выдающиеся успехи, достигнутые во Всесоюзном социалистическом соревновании, и проявленную трудовую доблесть в выполнении планов и социалистических обязательств по увеличению производства и продажи государству зерна и других продуктов земледелия в 1977 году».
Избирался делегатом XXVI съезда КПУ.
После выхода на пенсию проживал в родном селе, где скончался в 2006 году.

## Награды
- Герой Социалистического Труда — указом Президиума Верховного Совета СССР от 22 декабря 1977 года
- Орден Ленина — дважды (1966, 1977)